# Маденієт (Мактааральський район)
Маденіє́т (каз. Мәдениет) — село у складі Мактааральського району Туркестанської області Казахстану. Адміністративний центр Мактааральського сільського округу.
До 2001 року село називалось 22 Партз'їда.
Населення — 1445 осіб (2021; 1226 у 2009, 1204 у 1999, 1109 у 1989).